# Corpi Santi di Milano
Corpi Santi (Corp Sant in dialetto milanese) fu un comune italiano, istituito nel 1782 e comprendente le cascine e i borghi agricoli che si trovavano attorno alla città di Milano, appena oltre le mura spagnole del capoluogo lombardo.
Corpi Santi è infatti la denominazione con cui si indicava, fino al XIX secolo circa, la fascia di territorio del suburbio extramurale della maggior parte delle città lombarde e piemontesi. Nei territori soggetti agli Asburgo d'Austria, tra cui ci fu Milano, la riforma generale dello Stato del 1755 ne modificò la denominazione in Comuni rurali, ma il vecchio nome rimase nell'uso comune.
Uniti in un primo tempo a Milano nel 1808 durante il periodo del Regno d'Italia, ma repentinamente ripristinati nel 1816 con il ritorno degli austriaci, vennero definitivamente annessi alla città nel 1873.

## Origine del nome
Il nome dei Corpi Santi è da legarsi alla legislazione sanitaria austriaca che impose di spostare i cimiteri fuori dalle mura spagnole del capoluogo lombardo: la dizione di corpi santi è infatti un altro modo di chiamare i fuochi fatui, ossia le piccole fiammelle che possono sprigionarsi dalle tombe.
Una leggenda popolare lega invece il nome dei Corpi Santi di Milano alla presenza delle salme dei tre Re Magi al di fuori delle mura spagnole della città. Secondo la narrazione, il carro che portava le sacre reliquie si sarebbe fermato inspiegabilmente in questo luogo, senza che gli uomini del santo convoglio riuscissero ad andare avanti: le ruote erano diventate pesanti come macigni, e buoi e cavalli non la vincevano. Così il vescovo dovette abbandonare l'idea di avere i tre santi corpi nella basilica di Santa Tecla, la più importante della città prima della costruzione del Duomo di Milano, facendo edificare un nuovo luogo di culto fuori le mura cittadine, la basilica di Sant'Eustorgio, per ivi deporli.

## Storia

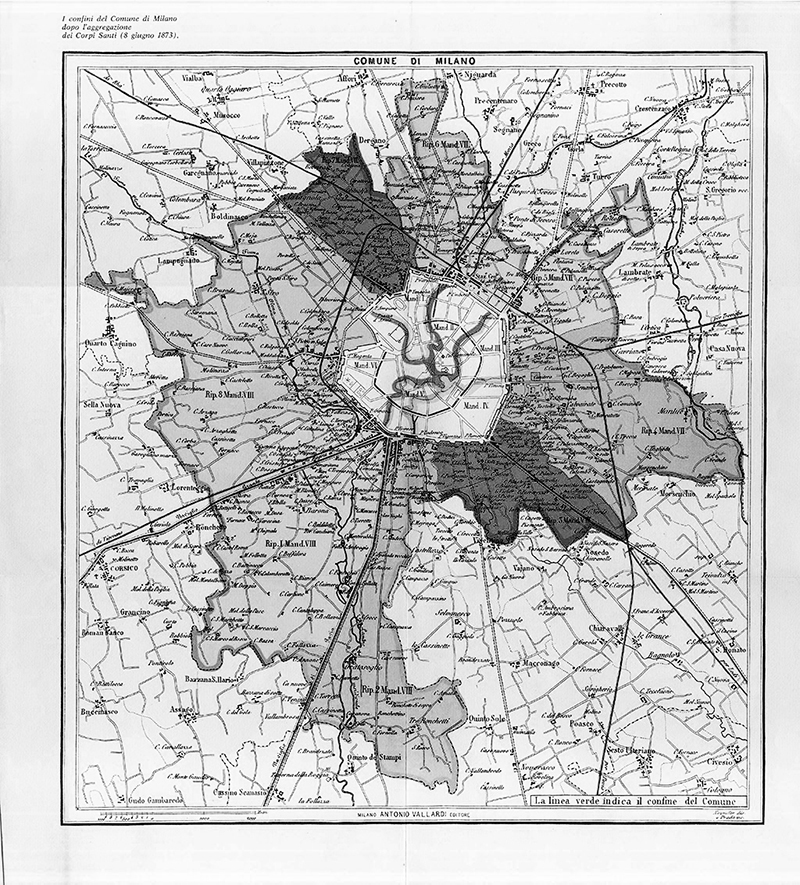
Mappa del comune dei Corpi Santi (colorato in varie gradazioni di grigio), che fu annesso nel 1873 a Milano (che è invece la parte centrale più chiara, divisa dai confini dei mandamenti). Le sei gradazioni di grigio corrispondono ai sei sestieri legati alle porte di Milano, che avevano fini censuari, visto che attraverso questi varchi cittadini le merci dirette verso la città dovevano pagare i dazi

Lo scorporo dei Corpi Santi dalla città di Milano fu previsto in origine dal comparto territoriale del Ducato di Milano emanato dall'imperatrice Maria Teresa d'Austria il 10 giugno 1757, ma il governo austriaco preferì sospendere l'applicazione del provvedimento per la ferma opposizione della Congregazione del patrimonio, ossia il consiglio provinciale dell'epoca che era dominato dai rappresentanti cittadini. 
Il comune dei Corpi Santi venne quindi istituito da suo figlio, l'imperatore Giuseppe II d'Asburgo-Lorena, con reale dispaccio del 21 luglio 1781, con il quale il nuovo sovrano decise di concedere meno spazio alle opposizioni conservatrici che avevano contrastato il programma illuminista di sua madre. 
Il nuovo municipio venne attivato col capodanno del 1782, quando entrarono in carica i deputati (ossia i consiglieri comunali), il cancelliere (il segretario comunale), il sindaco, l'esattore e sei consoli, uno per ciascuna delle sei partizioni, corrispondenti ai sei sestieri di Milano, che erano legati ad altrettante porte cittadine, in cui il nuovo comune fu articolato ai fini della riscossione fiscale sulle merci in entrata verso la città.
La superficie dei Corpi Santi di Milano ammontava a 66,35 km². Si trattava di una vasta area che circondava la città per un raggio molto variabile, da un minimo di 3 km a un massimo di 7 km. Il comune dei Corpi Santi era una zona prettamente agricola alle porte della città, ricca di campi e soprattutto di orti che producevano prodotti deperibili e costosi, che per essere commercializzati con la città necessitavano di brevi distanze dal luogo di produzione al mercato cittadino. 
L'orticoltura era favorita dalla presenza di corsi d'acqua e dalla facilità di commercializzazione sia con la vicina città, ma anche con la provincia, rispetto alla quale non erano previsti dazi doganali a cui erano invece sottoposte le merci transitanti per le porte cittadine di Milano. Il territorio agreste di quest'area era molto fertile e ricco di risorgive, oltre che di corsi d'acqua come i Navigli e i fiumi Olona, Lambro e Seveso. Grazie alla presenza di questi corsi d'acqua, i mulini erano numerosi e sorgevano un po' ovunque nel contado.

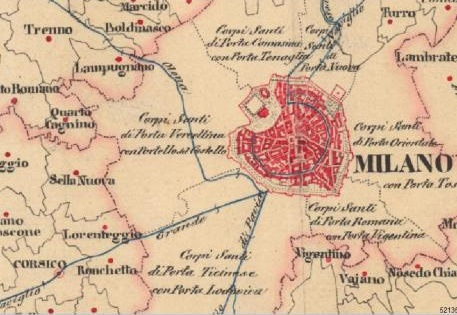
Mappa di Milano e del comune dei Corpi Santi (corrispondente al territorio intorno alla città meneghina), che fu annesso nel 1873 al capoluogo lombardo

Dopo soli tre lustri però, l'arrivo delle armate rivoluzionarie francesi aprì un processo inverso. Il nuovo parlamento repubblicano deliberò il 2 nevoso dell'anno anno VI la riannessione dei Corpi Santi a Milano con il nome di circondario esterno, ma anche questa volta il testo legislativo non trovò applicazione per i timori del governo cisalpino, che non volle scontrarsi con l'opposizione dei rappresentanti extramurari. 
Evoluta poi la situazione in senso monarchico il nuovo organo legislativo, il Consiglio di Stato, tornò a proporre, su sollecitazione del consiglio comunale di Milano, un decreto per la soppressione dei Corpi Santi, ma tale disegno di legge del 4 febbraio 1806 non trovò sanzione da parte del viceré, che ancora auspicava un consenso più ampio. La svolta avvenne quindi nell'ambito di un contesto più generale, quando Napoleone il 14 luglio 1807 emanò un decreto volto alla riduzione dei comuni del regno onde sortire risparmi nei costi di gestione. 
Fu così che il 9 febbraio 1808 fu promulgato il decreto che annetteva a Milano non solo i Corpi Santi, ma tutti i 35 comuni del circondario esterno posti nel raggio di 4 miglia dai bastioni, ossia entro le 5 miglia dalla piazza del Duomo: Affori, Bicocca, Boldinasco, Casa Nova, Chiaravalle, i Corpi Santi, Crescenzago, Dergano, Garegnano Marcido, Gorla, Grancino, Lambrate, Lampugnano, Linate superiore ed inferiore, Lorenteggio, Macconago, Morsenchio, Musocco, Niguarda, Nosedo, Poasco, Precentenaro, Precotto, Quarto Cagnino, Quinto Sole, Redecesio, Ronchetto, San Gregorio Vecchio, Segnano, Sella Nuova, Trenno, Turro, Vajano, Vigentino, Villapizzone. Tuttavia con il ritorno degli Austriaci tornarono immediatamente autonomi, e il comune di Milano tornò a coincidere con la cerchia dei Bastioni con notificazione del 12 febbraio 1816.
La restaurazione del Comune dei Corpi Santi operata dagli austriaci fu anch'essa il frutto di un disegno politico generale. L'assetto amministrativo voluto dai ritornati governanti asburgici si ispirava su quello giuseppino che, in ambito municipale, si basava sui comuni censuari dell'imperatrice Maria Teresa d'Austria. Questi ultimi nel Settecento erano risultati un'innovazione illuministica, ma dopo Napoleone sortirono un effetto reazionario che annullò la legislazione dell'imperatore francese. La notificazione del 12 febbraio 1816 ripristinò dunque tutti i vecchi comuni della Lombardia, e con esso quello dei Corpi Santi, a decorrere dal successivo 1º maggio. Nel 1821 si tennero le prime elezioni per il consiglio comunale, che l'anno successivo fu dotato dei poteri dei maggiori borghi del regno potendo assumere degli impiegati.
Con l'unificazione italiana il comune fu dotato di un proprio sindaco con sei assessori, conservando il suo consiglio di trenta membri. Subito dopo vennero avanzate le prime proposte ufficiali di annessione al capoluogo lombardo, ma non si giunse a risultati concreti per l'opposizione dei Corpi Santi, fino a che non venne fatta una richiesta ufficiale del consiglio comunale di Milano al governo Lanza, che l'approvò con Regio decreto 8 giugno 1873, n. 1413.

## Struttura parrocchiale

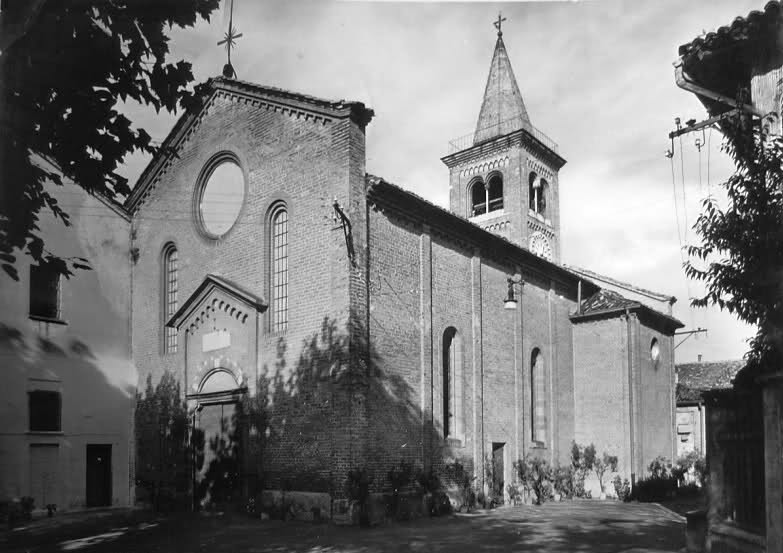
La chiesa di Monluè, una delle più antiche dei Corpi Santi. Era tra le chiese di riferimento dei Corpi Santi di Porta Orientale

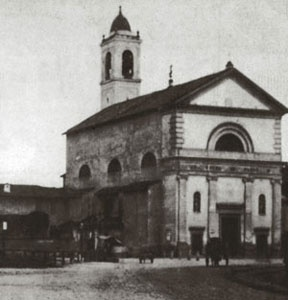
La chiesa di San Pietro in Sala prima del rifacimento del XX secolo. Era tra le chiese di riferimento dei Corpi Santi di Porta Vercellina

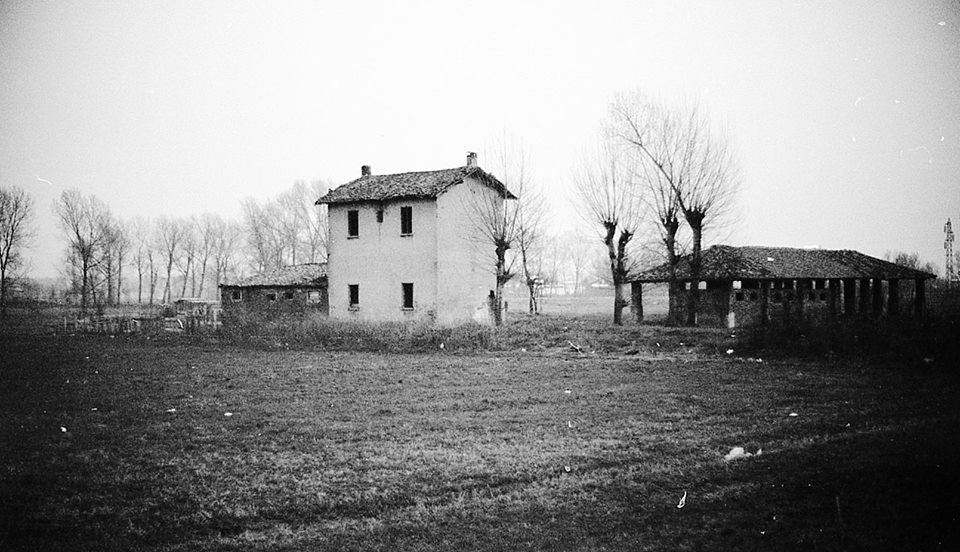
Cascina Boffaloretta alla Barona, che si trovava nei Corpi Santi di Porta Ticinese

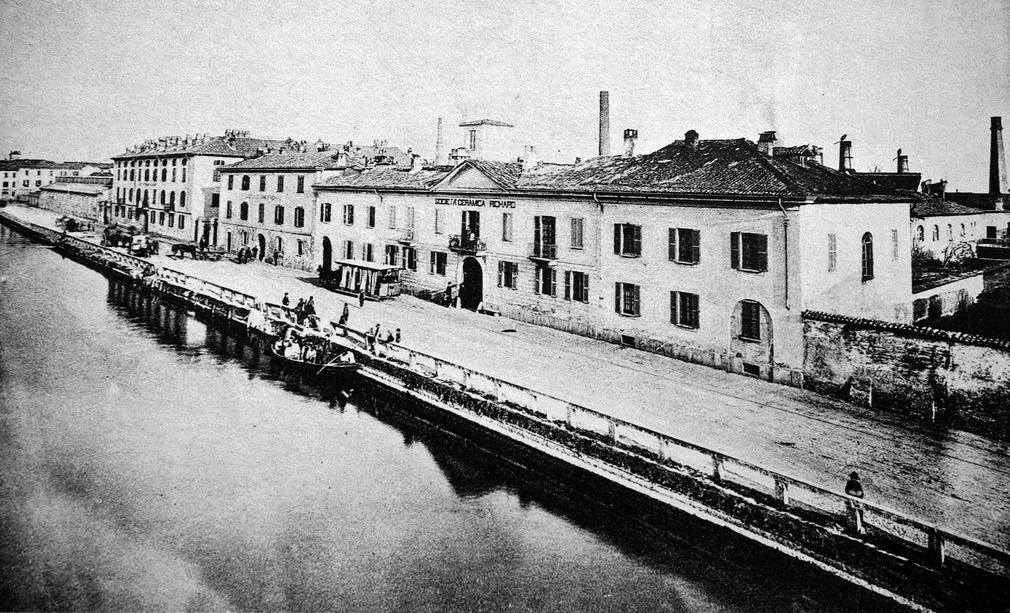
Lo stabilimento Richard-Ginori lungo il Naviglio Grande, che si trovava a San Cristoforo, nei Corpi Santi di Porta Ticinese

Il comune dei Corpi Santi si articolava ai fini censuari su sei sestieri corrispondenti alle porte di Milano attraverso le quali le merci dovevano pagare i dazi; fin dai tempi dell'arcivescovo Carlo Borromeo, ciascuno di questi sestieri, raggruppava sotto di sé le dodici parrocchie extramurarie di Milano.
- Porta Orientale[15] con Porta Tosa[16]:
  - Parrocchia di Santa Francesca Romana
  - Parrocchia di Santa Maria di Calvairate
  - Parrocchia di San Lorenzo a Monluè
- Porta Romana con Porta Vigentina
  - Parrocchia di San Rocco
- Porta Ticinese con Porta Lodovica
  - Parrocchia di San Gottardo al Corso
  - Parrocchia di San Celso alla Barona
  - Parrocchia di San Barnaba in Gratosoglio
  - Parrocchia di San Pietro e Paolo ai Tre Ronchetti
- Porta Vercellina[17] con Portello del Castello
  - Parrocchia di San Pietro in Sala
- Porta Comasina[18] con Porta Tenaglia
  - Parrocchia della Santissima Trinità
  - Parrocchia di San Giovanni Battista in Cagnola
  - Parrocchia di Santa Maria della Fontana
- Porta Nuova

A queste porte andavano poi aggiunti i due varchi posti a controllo delle acque, ossia:
- il Tombone di San Marco, posto lungo il Naviglio della Martesana
- il Tombone di via Arena, posto a nord della Darsena

Il comune dei Corpi Santi era esente da dazio, pertanto tutto ciò che ne proveniva costava meno. Dopo l'arrivo dei Savoia il comune fu articolato su due mandamenti concentrici che divennero il 7º e l'8º di Milano. Una volta che il comune venne inglobato a Milano, essi furono divisi in otto parti.
I villaggi e borghi agricoli che componevano i Corpi Santi, una volta aggregati alla città divennero altrettanti quartieri. È il caso di San Siro, Barona, Gratosoglio, Ghisolfa, Bovisa, Calvairate, Tre Ronchetti, Monluè, ed altri. Le cascine, invece, una volta inglobate a Milano divennero parrocchie, scuole o edifici comunali. Spesso esse diedero il nome alle vie urbane o ai quartieri che vi si stavano formando appresso. Nel caso della Cascina Taliedo questa diede il nome, oltre che all'omonimo quartiere, anche al primo aeroporto di Milano, il campo di aviazione di Taliedo.

## Popolazione e densità
- 1805: abitanti 13.572; densità 204,5 ab./km²
- 1808: abitanti 17.357 (Milano nel 1805 ne aveva 115.290); densità 261,6 ab./km²
- 1817: abitanti 17.833; densità 268,8 ab./km²
- 1836: abitanti 25.768 (Milano ne aveva 156.617); densità 388,4 ab./km²
- 1853: abitanti 36.227; densità 546 ab./km²
- 1855: abitanti 38.424; densità 579,1 ab./km²
- 1859: abitanti 41.519; densità 625,8 ab./km²
- 1861: abitanti 48.359 (Milano ne aveva 196.109); densità 728,8 ab./km²
- 1871: abitanti 62.976 (Milano ne aveva 199.009); densità 949,1 ab./km²

## Dati
- Tra il 1862 ed il 1863 il comune dei Corpi Santi ebbe anche un giornale: il Suburbano.
- Nel comune erano presenti undici asili, ventotto scuole elementari ed una Guardia nazionale italiana composta da una legione di due battaglioni.
- La zona del comune dei Corpi Santi era ricca di luoghi di culto come quella di San Siro, che sorgeva nel luogo in cui oggi sono situati l'omonimo quartiere, l'ippodromo di San Siro e lo stadio Giuseppe Meazza.

## Chiese scomparse
- Oratorio di San Carlo alla Corba
- Chiesa di San Fermo e Rustico
- Chiesa di San Gaetano alla Bolla

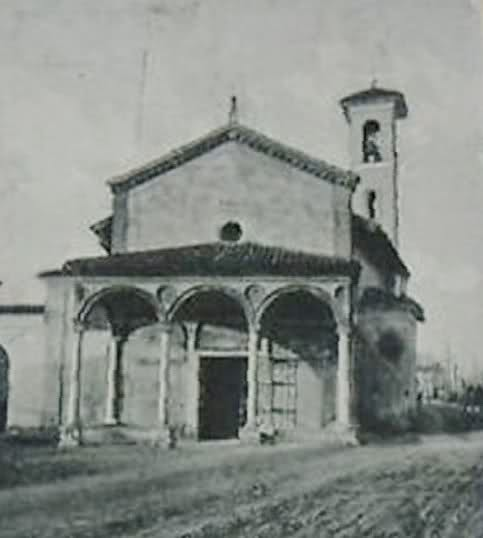
Chiesa di San Rocco alla Lupetta

- Chiesa dei Santi Giacomo e Filippo al Molinazzo
- Chiesa di San Giovanni Battista alla Cagnola
- Chiesa di Santa Maria Ara Coeli alla Bovisa
- Chiesa di Santa Maria Assunta alla Moja
- Chiesa di Santa Maria di Calvairate
- Chiesa di Santa Maria di Loreto
- Chiesa di Santa Maria di Morivione
- Chiesa di San Rocco
- Chiesa di San Rocco al Gentilino
- Chiesa di San Rocco alla Lupetta
- Chiesa di San Siro alla Vepra